# Fall for Me
Fall for Me är en tysk erotisk thrillerfilm som har premiär den 21 augusti 2025 på Netflix. Filmen är regisserad av Sherry Hormann, efter ett manus skrivet av Stefanie Sycholt.

## Handling
Lilli besöker sin syster Valeria och blir överraskad när hon får veta att hon är förlovad med fransmannen Manu. Spontant träffar hon nattklubbschefen Tom, och tycke uppstår. Men en mörk hemlighet lurar bakom öns händelser.

## Rollista (i urval)
- Svenja Jung - Lilli
- Theo Trebs - Tom
- Antje Traue - Bea
- Thomas Kretschmann - Nick
- Tijan Marei - Valeria
- Victor Meutelet - Manu